# Tenuilineus
Tenuilineus är ett släkte av slemmaskar som beskrevs av Riser 1993. Enligt Catalogue of Life ingår Tenuilineus i familjen Lineidae, men enligt Dyntaxa är tillhörigheten istället ordningen Heteronemertea.
Kladogram enligt Catalogue of Life och Dyntaxa:
| Tenuilineus | \| \| guldögonnemertin \| \| \| \| \| \| Tenuilineus bicolor \| \| \| \| |
|             | \| \| guldögonnemertin \| \| \| \| \| \| Tenuilineus bicolor \| \| \| \| |
|             | guldögonnemertin                                                         |
|             |                                                                          |
|             | Tenuilineus bicolor                                                      |
|             |                                                                          |